# فاسيلي شويسكي
فاسيلي شويسكي (الروسية: Васи́лий Иванович Шу́йский) هو القيصر الروسي في اعوام 1606 – 1610 إبان زمن المحن.

## حياته
ولد عام 1552 وتنحدر اسرته إلى امراء مدينة سوزدال في شمال شرق روسيا. منح عام 1584 لقب بويارين أي نبيل رفيع المقام.
وشارك عام 1587 في مؤامرة ضد حكم القيصر بوريس غودونوف وتعرض لعقوبات، ولكن أُعفي عنه بعد فترة.
ترأس عام 1591 لجنة حكومية حققت في ملابسات اغتيال الأمير دميتري في مدينة أوغليتش، حيث اثبتت اللجنة ان الأمير دميتري قضى منتحرا.
في مطلع عام 1605 شارك في العمليات الحربية ضد دميتري الكذاب الأول. واستدعي إلى موسكو بعد وفاة بوريس غودونوف، فانتقل إلى جانب دميتري الكذاب. لكن ترأس بعد فترة مؤامرة موجهة ضد الأخير وحكم عليه بالإعدام، ثم أُعفي عنه.
في اواخر عام 1605 عاد إلى بلاط القيصر، حيث ترأس مؤامرة ثانية ضد دميتري الكذاب الأول أسفرت عن اغتياله في 17 مايو 1606 .
تربع على العرش الروسي يوم 11 يونيو بمساعدة أعوانه من نخبة النبلاء والكنيسة الأرثوذكسية الروسية بشرط ان يوافق على فرض قيود على حكمه القيصري.
في عام 1610 قام فريق من نبلاء العاصمة والاقاليم الروسية (حكومة النبلاء السبعة) بالإطاحة به واحالته إلى دير، حيث ادرج قسرا في سلك الرهبان. ثم تم تسليمه إلى السلطة البولندية.
توفي فاسيلي شويسكي عام 1612 في المهجر البولوني.

## أسرته
- زوجاته:

1. الأميرة ايلينا ريبنينا (توفيت عام 1592)
2. الأميرة ماريا بوينيسوفا (توفيت 1626)